# 케냐큰귀자유꼬리박쥐
케냐큰귀자유꼬리박쥐(Tadarida lobata)는 큰귀박쥐과에 속하는 박쥐의 일종이다. 케냐와 짐바브웨에서 발견된다. 자연 서식지는 건조 사바나 지역이다.

## 특징
중간 크기의 박쥐로 전체 몸길이는 124~146mm이고 전완장은 55~62mm, 꼬리 길이는 46~60mm이다. 발 길이는 12~14mm, 귀 길이는 25~32mm, 몸무게는 최대 33g이다. 털은 짧고 부드럽다. 등쪽은 짙은 갈색이지만 배쪽은 희다.

## 생태
작은 무리를 지어 생활한다. 아주 빨리 날지만 비행 조정은 크지 않다. 먹이는 곤충이다. 10월말과 11월초 사이에 새끼를 낳는다.

## 분포 및 서식지
케냐 남서부와 짐바브웨 북부 지역에 널리 분포한다. 해발 600m와 2,000m 사이 미옴보와 모파인 숲의 삼림 사바나 지역과에서 서식한다.